# Amtsgericht Aub

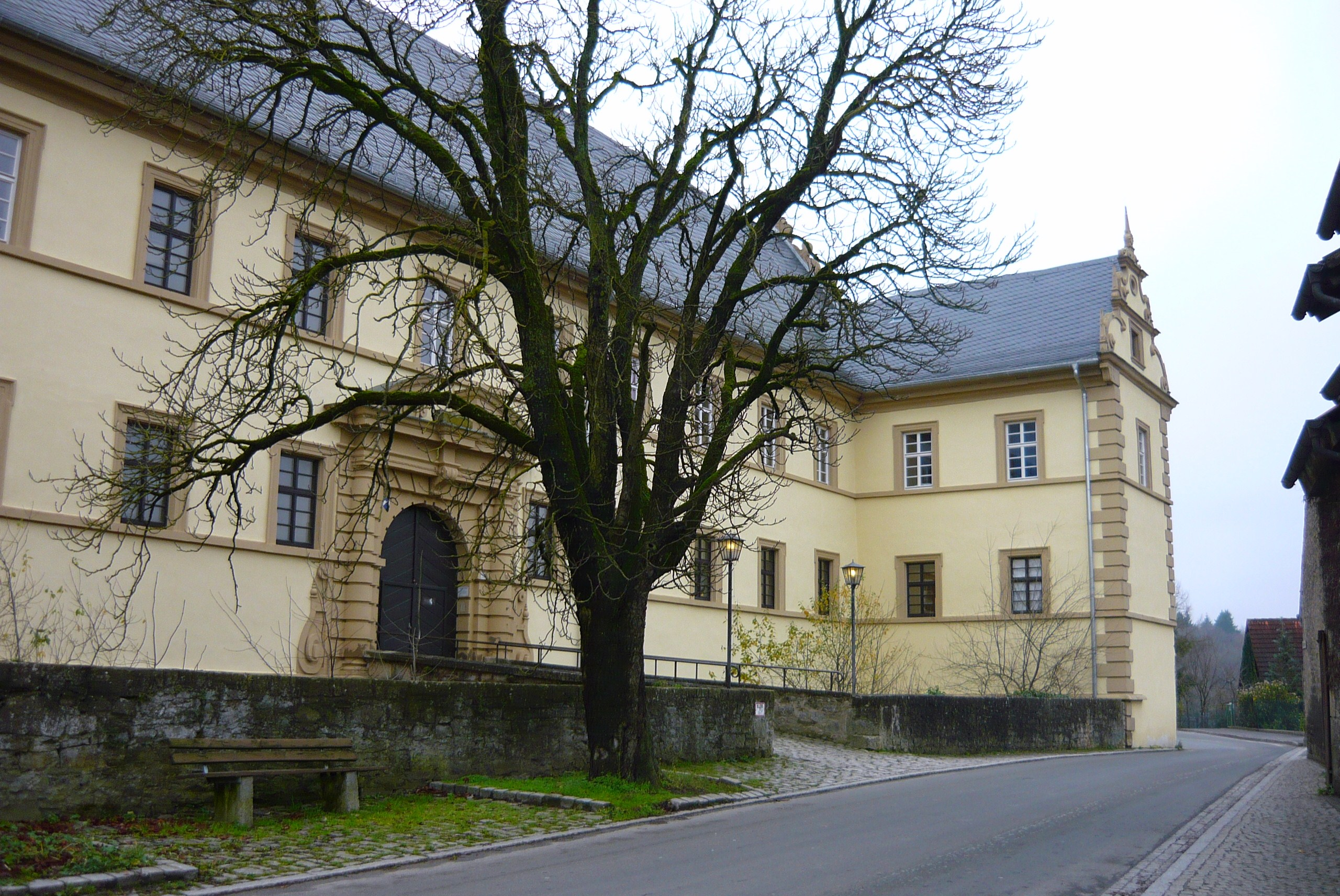
Ehem. Gericht im Schloss (2010)

Das Amtsgericht Aub war ein von 1879 bis 1952 bestehendes bayerisches Gericht der ordentlichen Gerichtsbarkeit mit Sitz in der Stadt Aub.

## Geschichte
Aub wurde mit der Verlegung des Landgerichts Röttingen im Jahr 1840 Sitz eines Landgerichts älterer Ordnung. Mit Inkrafttreten des Gerichtsverfassungsgesetzes am 1. Oktober 1879 wurde ein Amtsgericht zu Aub errichtet. Übergeordnete Instanz war das Landgericht Würzburg. Das Amtsgericht hatte seinen Sitz im Schloss Aub. Im Jahre 1952 wurde das Amtsgericht aufgehoben.